# 브랜치 (버전 관리)
브랜치(branch)는 버전 관리와 소프트웨어 구성 관리에서 버전 관리 하에 놓인 오브젝트(예: 소스 코드 파일 또는 디렉토리)를 복제하는 과정, 또는 복제된 오브젝트들을 의미한다. 그 뒤 각 오브젝트는 별도로 병렬로 수정이 가능하므로 이 오브젝트들은 구별이 된다. 버전 관리 시스템 사용자들은 어떠한 브랜치라도 다른 브랜치로 분기시킬 수 있다.
브랜치는 트리(tree), 스트림(stream), 코드라인(codeline)으로도 부른다. 기원이 되는 브랜치는 부모 브랜치(parent branch), 업스트림 브랜치(upstream branch), 배킹 스트림(backing stream)으로도 부른다.
차일드 브랜치(child branch)는 부모가 있는 브랜치이다. 부모가 없는 브랜치는 트렁크(trunk) 또는 메인라인(mainline)으로 부른다. 트렁크는 HEAD라고 유연히 부르는 경우가 있으나 head는 브랜치를 의미하지는 않으며 특정 브랜치의 최근 커밋을 가리키며 트렁크와 각각 명명된 브랜치는 자신만의 헤드(head)를 갖고 있다.

## 같이 보기
- 리비전 태그